# Kiernoz Mały
Kiernoz Mały (niem. Kleiner Kernos See) – jezioro w Polsce, położone w województwie warmińsko-mazurskim, w powiecie nidzickim, w gminie Nidzica, na Równinie Olsztynka.
Jest o owalnym kształcie z zatoką przy północnym brzegu, o obrzeżach płaskich, ze sporadycznie występującymi pagórkami.
Otoczenie akwenu stanowią podmokłe łąki oraz pola uprawne, a od północy i wschodu do brzegów przylegają kępy leśne. Swoim charakterem i ichtiofauną jest podobne do jeziora Kiernoz Wielki.

## Bibliografia

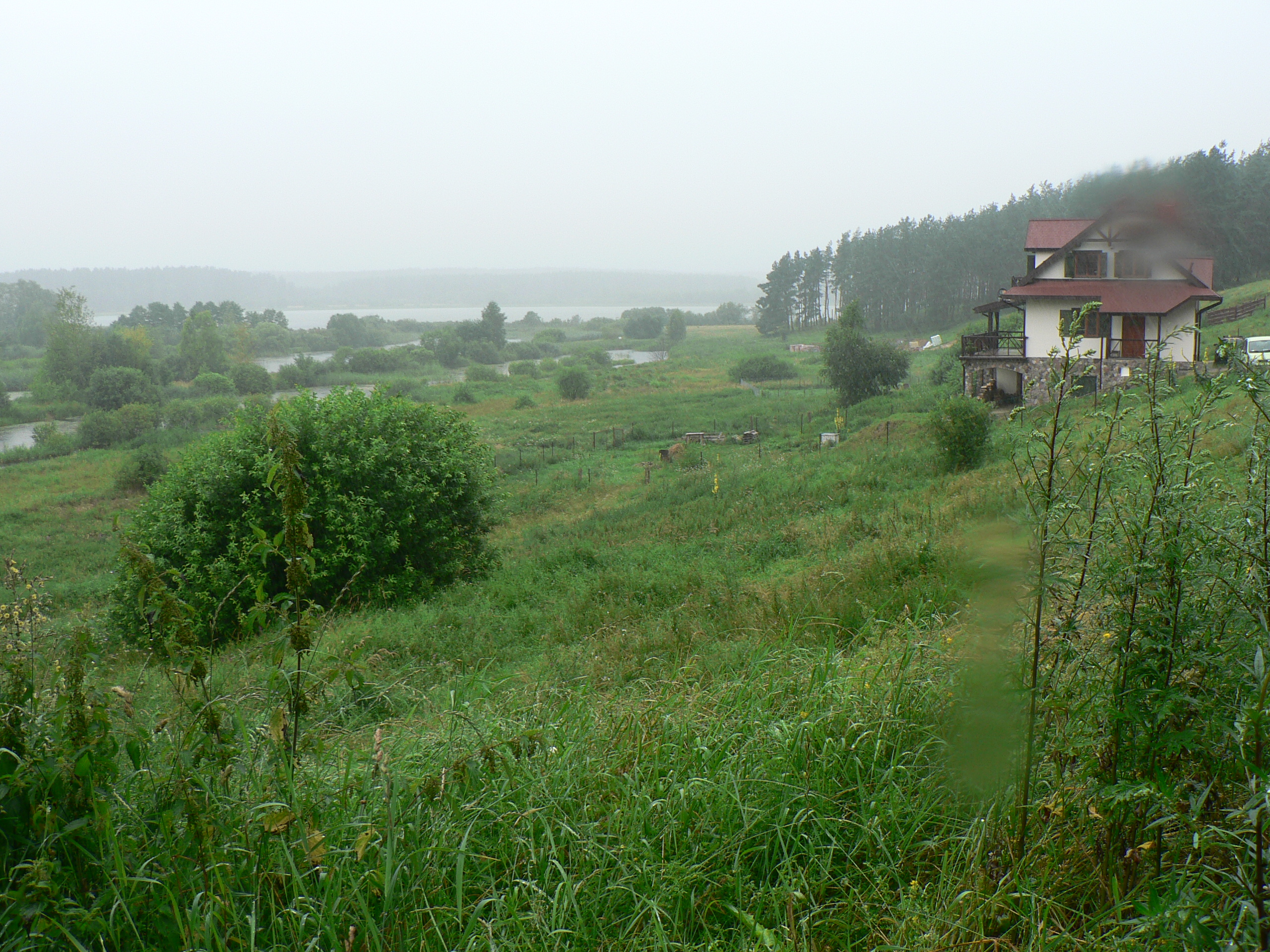
Rozlewiska Łyny i południowa część jeziora widziane znad Brzeźna Łyńskiego